# David McCrae
David McCrae (Bridge of Weir, 24 febbraio 1901 – 24 ottobre 1976) è stato un calciatore scozzese, di ruolo attaccante.

## Carriera

### Nazionale
Nel 1929 giocò 2 incontri con la maglia della Nazionale scozzese.

## Palmarès

### Club

#### Competizioni nazionali
- Coppa di Scozia: 1

St. Mirren: 1925-1926